# Ville Vallgren
Ville Vallgren, all'anagrafe Carl (o Karl) Wihlelm Wallgren (Porvoo, 15 dicembre 1855 – Helsinki, 13 ottobre 1940), è stato uno scultore finlandese con cittadinanza francese, esponente dello stile Art Nouveau e considerato il più importante scultore finlandese del suo periodo. Trascorse gran parte della sua vita artistica a Parigi.

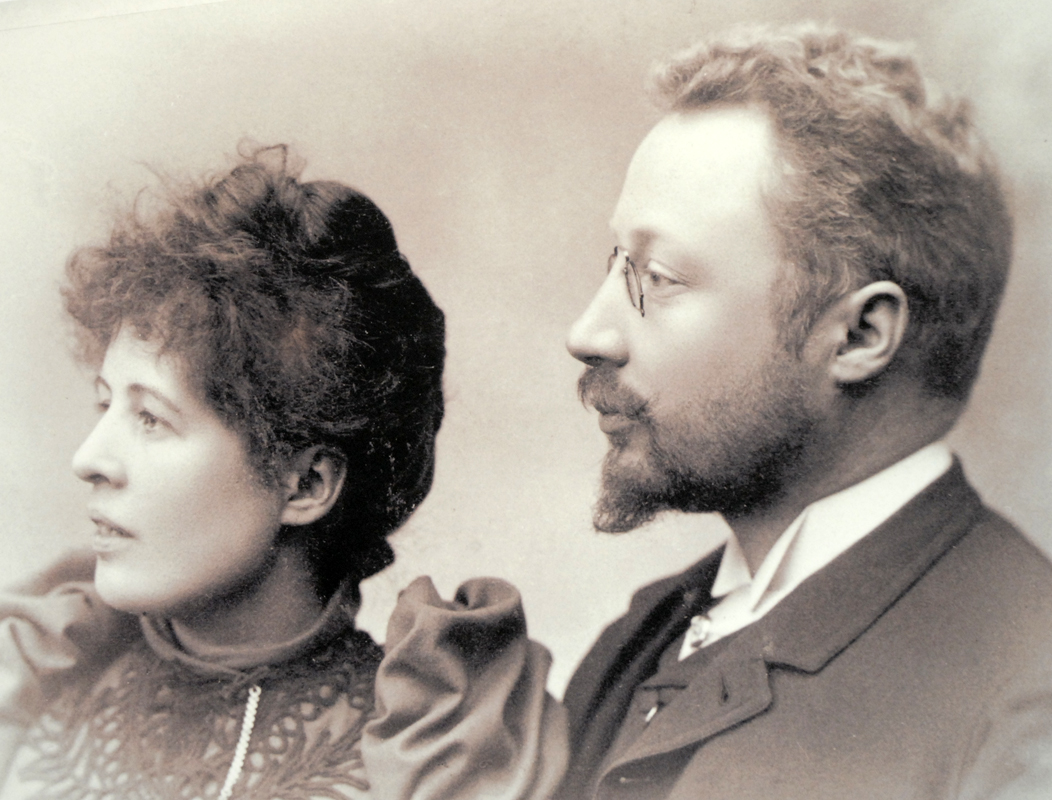
Ville Vallgren con sua moglie Antoinette (1903 ca.)

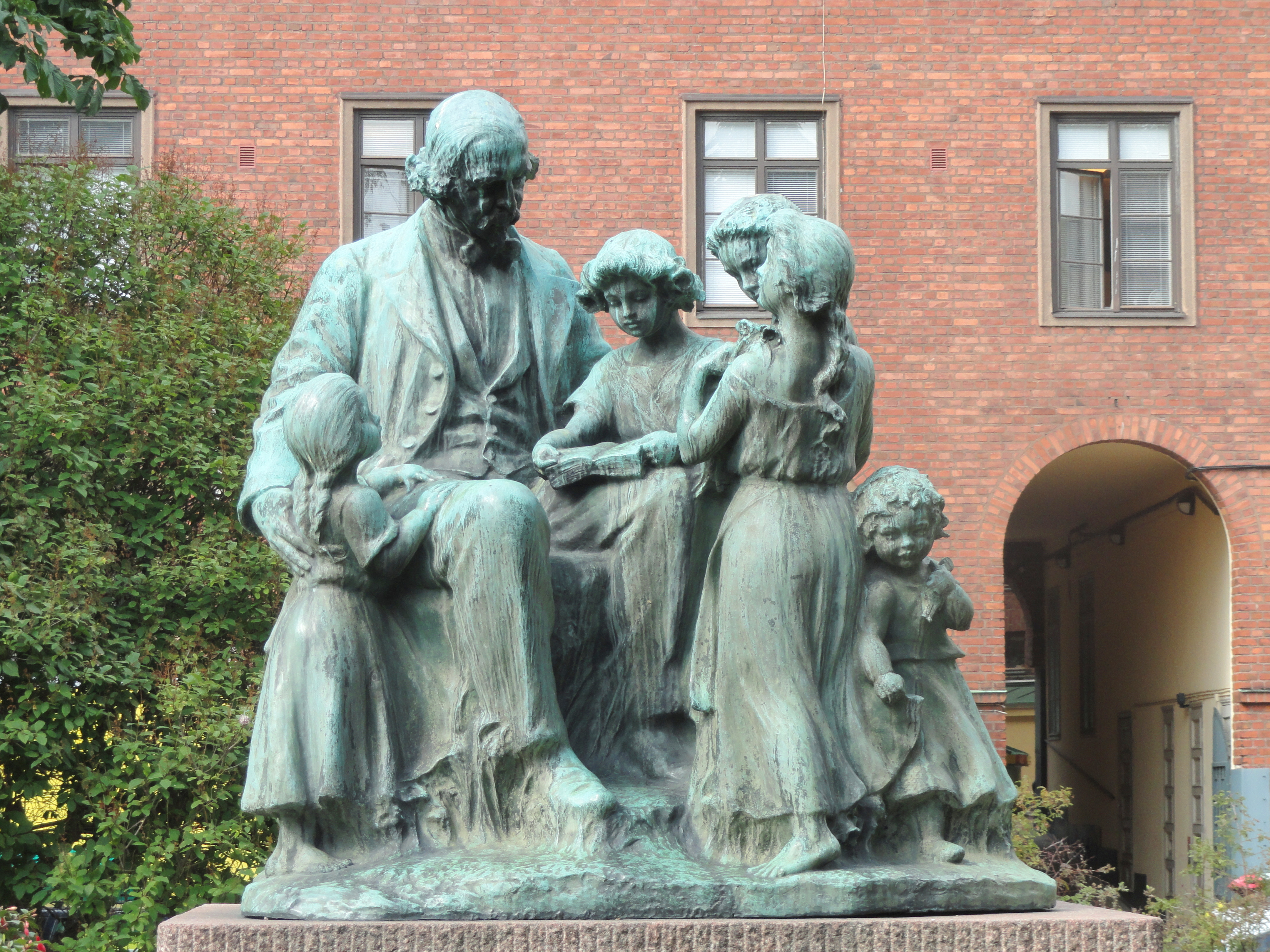
"Topelius e figli", celebre opera di Ville Vallgren

Tra le sue opere più famose, vi è la Havis Amanda, statua della Piazza del Mercato di Helsinki e "simbolo" della città.
Altre sue opere sono Christ, La Douleur, Méditation e Mediante, conservate al Museo della Gare d'Orsay di Parigi, "Topelius e figli" (1909), ecc.

## Opere (lista parziale)
- La Douleur
- Mendiante et son enfant ou Misère, 1892, Parigi, Museo d'Orsay
- L'Écho, 1887, Helsinki, Museo Ateneum
- Christ, ca. 1889, Parigi, Museo d'Orsay
- Vase en feuille de lotus, 1893, Helsinki, Museo Ateneum
- Havis Amanda, 1908
- Topelius e figli, 1909